# 크리핑 유동
크리핑 유동은 'Stokes 유동' 또는 '저 Reynolds 수 유동'이라고 부르기도 한다.
즉, 이러한 유동은 레이놀즈 수가 매우 작다(Re≪1). 
다시말해, 레이놀즈 수의 정의, {\displaystyle Re={\rho VL \over \mu }}로부터 {\displaystyle \rho ,V,L} 이 작거나 점성이 매우 큰 경우(또는 이러한 조건의 조합)가 이에 해당한다.

## 크리핑 유동의 예시

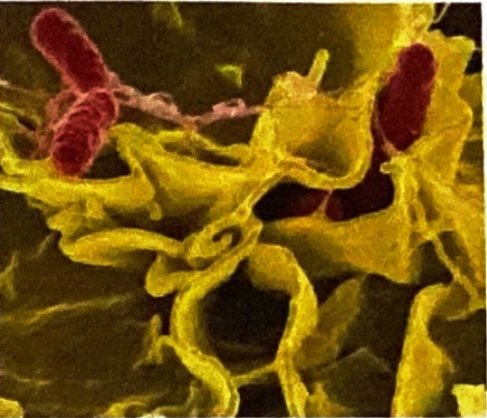
배양된 인간 세포에 침입하는 Salmonella typhimurium

우리 주위 또는 우리 몸속에서 미생물의 주위 유동이 이에 대한 예시가 될 수 있다.
미생물은 일생을 크리핑 유동 영역에서만 살게 되는데, 이는 이들의 크기가 수 미크론({\displaystyle 1\mu m=10^{-6}m})으로 매우 작으며, 
결코 점성이 크다고 볼 수 없는 공기나 물에서(상온에서 {\displaystyle \mu _{air}\cong 1.8\times 10^{-5}N\cdot s/m^{2}} 와 {\displaystyle \mu _{water}\cong 1.0\times 10^{-3}N\cdot s/m^{2}}) 느리게 움직이기 때문이다. 
그림에 나타난 박테리아의 몸길이는 고작 1m이며, 몸 뒤에 있는 길이가 수 미크론인 편모를 이용하여 몸을 움직인다. 
이러한 운동에 대한 Reynolds 수는 1보다 훨씬 작다.
또한, 크리핑 유동은 윤활 베어링의 아주 작은 틈 사이의 윤활유 유동에서도 나타난다. 
이 경우 속도는 그렇게 작지는 않지만 그 틈이 매우 작고(수십 미크론의 차수로), 점도도 비교적 크기 때문이다(상온에서 {\displaystyle \mu \sim 1N\cdot s/m^{2}}).

## Navier-Stokes 방정식의 근사화
크리핑 유동에서 무차원화된 나비에 스토크스 방정식을 근사법을 통해 정의할 수 있다.
무차원화된 Navier-Stokes 방정식 : {\displaystyle [St]{\partial {\vec {V^{*}}} \over \partial t^{*}}+({\vec {V^{*}}}\cdot {\vec {\nabla ^{*}}}){\vec {V^{*}}}=-[Eu]{\vec {\nabla ^{*}}}P^{*}+[{1 \over Fr^{2}}]{\vec {g^{*}}}+[{1 \over Re}]\nabla ^{*2}{\vec {V^{*}}}}
먼저, 단순화를 위하여 중력효과는 무시하거나 오직 정수압 요소로 작용하는 경우를 가정한다. 
또한 Strouhal 수의 크기가 1(St~1) 또는 그 이하로서, 비정상 가속도 항인 {\displaystyle [St]{\partial {\vec {V^{*}}} \over \partial t^{*}}}의 크기 차수가 점성항인 {\displaystyle [{1 \over Re}]\nabla ^{*2}{\vec {V^{*}}}}의 크기 차수보다 작으므로(Reynolds 수는 매우 작다) 정상 유동 또는 진동 유동 중의 하나로 가정한다.
무차원화된 방정식에서 대류항의 크기 차수는 1이기 때문에 {\displaystyle ({\vec {V^{*}}}\cdot {\vec {\nabla ^{*}}}){\vec {V^{*}}}}~ 1 또한 사라지게 된다. 
그 결과 식 좌변의 모든 항을 무시할 수 있으므로, 다음과 같이 나타낼 수 있다.
크리핑 유동 근사화 : {\displaystyle [Eu]{\vec {\nabla ^{*}}}P^{*}\cong } {\displaystyle [{1 \over Re}]\nabla ^{*2}{\vec {V^{*}}}}
다시 말하면, 유동에서의 압력(좌변) 은 우변의 상대적으로 큰 점성력과 균형을 이룰 정도로 커야 한다. 
그러나, 근사화된 식의 무차원 변수의 차수가 1이기 때문에 두 항이 균형을 이룰 수 있는 유일한 방법은 Eu가 1/Re 와 같은 차수를 가질 때이다.
이를 식으로 나타내면 다음과 같다.         {\displaystyle [Eu]={P_{0}-P_{\infty } \over \rho V^{2}}\sim [{1 \over Re}]={\mu  \over \rho VL}}
위 식을 정리하면 다음이 얻어진다.
크리핑 유동에서의 압력의 크기 : {\displaystyle P_{0}-P_{\infty }\sim {\mu V \over L}}
이를 참조하여, 크리핑 유동에 대한 두 가지 사실을 도출하였다.
첫째로, 압력차의 척도가 {\displaystyle \rho V^{2}}와 같은(즉 Bernoulli 방정식) 관성이 지배적인 유동이 아니라,
크리핑 유동은 점성력이 지배적인 유동이기 때문에 압력차의 척도는 {\displaystyle {\mu V \over L}}와 같다. 
이로써 Navier-Stokes 방정식의 모든 관성항은 크리핑 유동에서 사라진다. 
두 번째로, 밀도는 Navier-Stokes 방정식에서 매개변수로서 완전 빠져버리게 된다.
이는 크리핑 유동장에서 근사화된 무차원식을 차원이 있는 형태로 나타내면 더욱 정확히 알 수 있다.
크리핑 유동에 대한 Navier-Stokes 방정식의 근사화 : {\displaystyle {\vec {\nabla }}P\cong \mu \nabla ^{2}{\vec {V}}}
밀도는 Reynolds 수를 계산하기 위해서 반드시 필요하지만, 크리핑 유동처럼 Re가 매우 작다고 가정하면 위의 식에 나타난 바와 같이 밀도는 더 이상 필요하지 않다. 
또, 밀도는 정수압 계산에서는 필요하지만, 수직거리가 보통 수 밀리미터 혹은 수 마이크로미터이기 때문에 크리핑 유동에서 그 영향은 무시할 수 있다.
그 외에도 자유표면 효과가 없다면, 물리적인 압력 대신에 수정압력도 사용할 수 있다.

## 크리핑 유동에서 물체의 항력

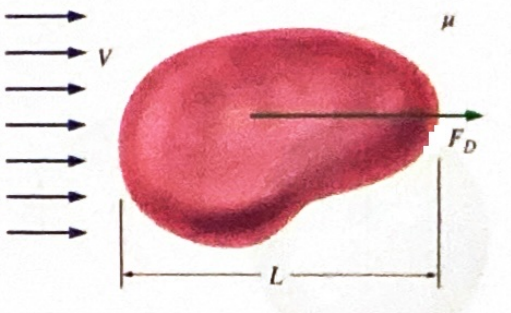

위에서 정리한 바와 같이, 크리핑 유동에서 Navier-Stokes 방정식의 밀도는 사라져버리기 때문에 크리핑 유동에서의 물체에 작용하는 공기역학적 항력은 오직 속도 {\displaystyle V}, 물체의 어떤 특성길이 {\displaystyle L}, 그리고 유체의 점도 {\displaystyle \mu }에 대한 함수로 나하탄다. 차원해석을 통해서 {\displaystyle F_{D}}에 대한 관계식을 독립변수들의 함수로 표현하면 아래와 같다.
{\displaystyle F_{D}=constant\cdot \mu VL}

## 같이 보기
- 스토크스의 법칙
- 다르시의 법칙
- 층류

## 참조 문헌
- Cengel, C. (2021). Differential analysis of fluid flow. McGrawHill, Fluid Mechanics. Hanti-Media